# Vladimir Sjkodrov
Vladimir Georgiev Sjkodrov, född 10 februari 1930, död 31 augusti 2010, var en bulgarisk astronom.
Minor Planet Center listar honom under namnet V. G. Shkodrov och som upptäckare av 6 asteroider.
Asteroiden 4364 Shkodrov är uppkallad efter honom.

## Asteroider upptäckta av Violeta G. Ivanova
| 4486 Mithra [A]                                             | 22 september 1987 |
| 6636 Kintanar                                               | 11 september 1988 |
| 9732 Juchnovski [B]                                         | 24 september 1984 |
| 11852 Shoumen [B]                                           | 10 september 1988 |
| 11856 Nicolabonev [B]                                       | 11 september 1988 |
| 14342 Iglika [B]                                            | 23 september 1984 |
| (14839) 1988 RH8                                            | 11 september 1988 |
| Upptäckt tillsammans med: A E. W. Elst B Violeta G. Ivanova |                   |